# Kriegserklärung Deutschlands an Portugal
Die Kriegserklärung Deutschlands an Portugal erfolgte im Ersten Weltkrieg am 9. März 1916, nachdem Portugal auf britischen Wunsch Schiffe der deutschen Handelsmarine in den portugiesischen Häfen beschlagnahmt hatte.

## Der Kriegseintritt Portugals
Die Erste Portugiesische Republik bestand seit 1911 als dritter republikanischer Staat innerhalb Europas. Das Land war rückständig und politisch zerstritten und auf Bündnisse mit Großmächten angewiesen, um seine kolonialen Besitzungen abzusichern und seine, von der spanischen Krone herausgeforderte, Unabhängigkeit zu sichern.
Mit Ausbruch des Ersten Weltkrieges befürwortet die regierende linksliberale Partido Democrático einen Kriegseintritt an der Seite des Vereinigten Königreichs, dem alten Verbündeten Portugals, und der Republik Frankreich. Portugal wäre dann, wie beim Wiener Kongress 1815, bei den Friedensverhandlungen auf der Seite der Sieger. Der Kriegseintritt sollte innenpolitisch zu einer nationalen Einigung führen und einem potentiellen monarchistischen Umsturz vorbeugen. Außenpolitisch würde er Bestandswahrung für die Kolonien und Schutz vor spanischen Wiedervereinigungsansprüchen des spanischen Königs Alfons bieten. Die Mehrheit der portugiesischen Bevölkerung und das Militär waren gegen einen Kriegseintritt Portugals. Das Vereinigte Königreich war ebenfalls dagegen, da es den Aufwand für Aufrüstung, Transport und Versorgung der schwachen portugiesischen Armee scheute und das portugiesische Offizierskorps als schwach ansah.
Im September 1914 schlug der französische Ministerpräsident Aristide Briand vor, Portugal solle Frankreich schwere Artilleriegeschütze leihen. Daraus entwickelte sich der Plan, eine ganze Division nach Frankreich zu entsenden. Die Briten spielten auf Zeit und empfahlen, eine Kriegserklärung erst nach Aufstellung und Ausbildung solcher Streitkräfte zu machen, so dass Portugal noch nicht in den Krieg eintrat, sondern nur eine Teilmobilmachung der Armee anordnete. Im Oktober kam es in Portugal zu einer Revolte monarchistischer und militanter Kriegsgegner mit Unterstützung von Teilen des Militärs, die im November niedergeschlagen wurde. Am 15. Januar 1915 meuterte das 3. Kavallerieregiment und weitere Einheiten gegen den Kriegskurs und der neue moderat-republikanische Premierminister Pimenta de Castro versuchte mit einem breiten Parteienbündnis den Kriegskurs einzudämmen und die wachsende Kluft zwischen Republik und Armee zu beseitigen. Am 14. Mai 1915 begann die Carbonaria, eine revolutionäre Freimaurergesellschaft daraufhin  eine der blutigsten Revolutionen in Portugal und brachte die moderate Regierung zu Fall. Zwei weitere kurzlebige Regierungen wurden gebildet und am 29. November 1915 folgte die linksliberale Regierung von Afonso Costa, die den Kriegskurs des Partido Democrático fortsetzte. Während dieser ganzen turbulenten Zeit blieb Portugal nominal neutral.
Die Regierung Costa kam dann mit Frankreich und dem Vereinigten Königreich überein, einen schweren Zwischenfall mit Deutschland zu schaffen. Im Februar 1916 bat der britische Premierminister Asquith Portugal, alle deutschen Handelsschiffe in portugiesischen Häfen zu konfiszieren. Am 23. Februar wurden 72 deutsche und zwei österreichische Schiffe von Portugal beschlagnahmt. Deutschland versuchte noch eine diplomatische Lösung des Konflikts und erklärte dann am 9. März 1916 der Republik Portugal den Krieg. Afonso Costa hatte Portugal in den Krieg geführt und trat sechs Tage später zurück.
Portugal mobilisierte insgesamt 150.000 Soldaten. Mit dem portugiesischen Expeditionskorps gingen während des Krieges insgesamt 55.000 nach Frankreich. Daneben wurden 50.000 Soldaten nach Afrika gesandt. Von 1914 bis 1918 hatte Portugal fünf Regierungen, die den Krieg anstrebten, vier Antikriegsregierungen und zwei Koalitionsregierungen. Die Kriegsteilnahme mit hohen Menschenverlusten und wirtschaftlichen Kosten erwies sich als ein großer Fehler. Die politische Gewalt in Portugal hielt nach dem Krieg an und die wirtschaftliche Krise nahm zu.